# 狸橋
狸橋（たぬきばし）とは東京都港区白金5丁目、南麻布4丁目の古川にかかる橋である。上流の天現寺橋と狸橋のあいだに港区と渋谷区の境界が通っている。

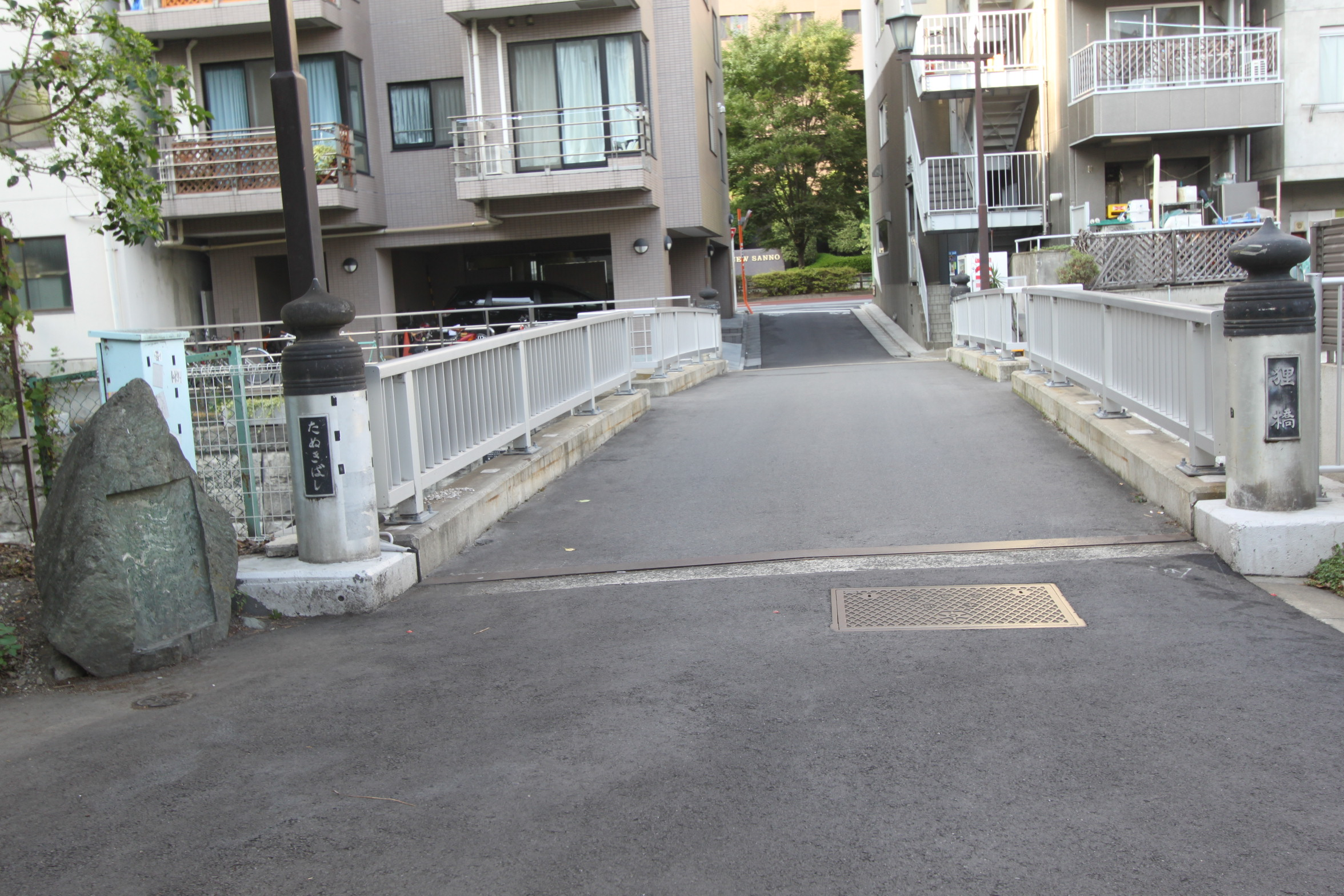
左手に狸橋の碑、橋の左にはひらがなの、右には漢字の親柱

## 橋の概要
- 南麻布4目13番先から白金5丁目1番先に至る古川に架かる橋。
- 橋のすぐ北側を明治通りが通る。
- 現在の橋は1978年(昭和53年)9月竣工
- 長さ17.1m
- 幅4.7m（車道4.0m）
- 2005年(平成17年)3月耐震化対応済

## 伝承
橋のたもとに「狸橋の由来」という碑が立ち、下記の説明文書かれている。

## 歴史
- 1863年(文久3年)の御府内沿革図書によれば、当時まだ古川に橋は少なく、河口より金杉橋、将監橋、赤羽橋、中の橋、一之橋、二之橋、三之橋、四之橋、狸橋の順であり天現寺橋は支流の笄川（こうがいがわ）にかかる橋のみ、古川・渋谷川本流に架かる次の橋は豊沢橋である。
- 狸蕎麦は明治になるまで存在し、福澤諭吉がしばしば来店し、1879年(明治12年)には狸橋南岸一帯の土地を買収し別邸を設けた[1]。
- 福澤諭吉の門下生・和田義郎が開いた年少者向けの私塾が1880年（明治13年）頃から慶應義塾幼稚舎と呼ばれるようになり、福沢の所有する狸橋南岸の地に移転し、現在に至る。
- 1892年（明治25年）に帰国した北里柴三郎は脚気の原因に関する学説などで東大医学部と対立する形となり官途を閉ざされていたが、福沢は北里に狸橋南岸東方の土地を提供し、福沢や森村市左衛門の出資によって土筆ケ岡養生園が開設され、今日の北里研究所・北里大学となった。